# Enrico Piaggio
Enrico Piaggio (Pegli, 22 de febrero de 1905 – Montopoli in Valle d' Arno, 16 de octubre de 1965) fue un empresario italiano.

## Biografía
Nació el 22 de febrero de 1905 en Pegli (en ese entonces una comuna autónoma).
Se graduó en Economía y Comercio en Génova en 1927. En 1951 recibió la licenciatura en ingeniería honoris causa de la Universidad de Pisa.
Cuando murió su padre, Rinaldo Piaggio, en 1938, heredó junto a su hermano Armando (Pegli, 1901- 1978) la compañía Piaggio.
El 25 de septiembre de 1943 sufrió un atentado por parte de un oficial de la República de Salò, en un hotel de Florencia, quien le disparó por no levantarse durante un discurso radial del general Rodolfo Graziani en contra de los Aliados. Logró salvarse gracias a la extracción de un riñón.
En la posguerra ayudó en la reconstrucción de la industria aeronáutica (que había sido seriamente dañada durante los bombardeos aliados), al mismo tiempo vio la posibilidad de expandirse hacia la producción de motocicletas. Con la idea de dar a los italianos un medio de transporte sencillo y económico, le encargo a su ingeniero Corradino D'Ascanio un nuevo proyecto. Fue así que en el 1946 se lanzó la Vespa. El vehículo fue un éxito mundial. Suceso que se repitió dos años después con el lanzamiento de la Ape.
En el 1964 las dos divisiones de la empresa, aeronáutica y motocicletas, se dividieron en dos compañías distintas. La aeronáutica, se convirtió en la actual Piaggio Aero Industries con sede en Sestri Ponente y en Finale Ligure, la misma fue administrada por su hermano Armando Piaggio, mientras que la división motocicletas, con sede en Pontedera fue dirigida por el mismo Enrico Piaggio.
En 1965 debió enfrentar numerosos conflictos obreros en la fábrica de Pontedera. Durante el conflicto se descompensó en su oficina, luego de ser hospitalizado en Pisa, murió diez días después en su villa de Varramista. Apenas conocida la noticia de su muerte, los conflictos obreros cesaron y todos sus empleados le rindierón homenaje. Su funeral contó con miles de asistentes en Pontedera.
- Datos: Q3725987